# Observatoire de l'Atacama de l'Université de Tokyo
Pour les articles homonymes, voir TAO.
L'Observatoire de l'Atacama de l'Université de Tokyo (en abrégé TAO pour l'anglais University of Tokyo Atacama Observatory) est un observatoire astronomique situé au sommet du Cerro Chajnantor, à 5 640 mètres d'altitude dans un dôme de lave dans le désert d'Atacama au nord du Chili. Le site est situé à moins de 5 kilomètres au nord-nord-est de l'Observatoire du Llano de Chajnantor, où se trouve le Grand réseau d'antennes millimétrique/submillimétrique de l'Atacama (ALMA), mais plus de 580 mètres plus haut en altitude. Il est également 28 mètres plus haut que le télescope submillimétrique Fred-Young proposé pour le même pic. Le projet est mené par l'École de science de l'Université de Tokyo. Son exploitation a commencé en 2024.
L'objectif final du projet est de construire le télescope TAO (ou télescope TAO de 6,5 m ), un télescope optique-infrarouge de 6,5 mètres (260 pouces) sur le site. Un premier pas vers cet objectif a été la construction et l'installation d'un télescope pilote de 1 mètre, appelé miniTAO et achevé en 2009. Avec la première lumière de miniTAO réalisée en mars 2009 dans la région visible et en juin 2009 pour la région infrarouge, l'observatoire est devenu le plus haut observatoire astronomique permanent au monde. La haute altitude de l'observatoire est essentielle à sa mission, car il s'agit d'un observatoire à lumière infrarouge, et la lumière infrarouge est absorbée par la vapeur d'eau de l'atmosphère, ce qui rend impératif qu'un observatoire infrarouge soit situé à haute altitude, là où l'atmosphère est raréfiée. En 2023, TAO était considéré comme l’un des rares grands télescopes au monde dont la pollution lumineuse était inférieure aux niveaux d’interférence acceptables.

## Description
Le miroir primaire du télescope aura un diamètre de 6,5 mètres (260 pouces) et sera couvert d'argent. Le miroir secondaire sera équipé d'une optique adaptative pour compenser les turbulences atmosphériques. Un troisième miroir permettra de basculer entre plusieurs instruments. Il y aura un foyer Cassegrain pour la gamme infrarouge moyen, un foyer Nasmyth pour la gamme proche infrarouge et un autre foyer Nasmyth pour l'infrarouge lointain.
Le projet a commencé avec les études de site à la fin des années 1990 et au début des années 2000. La construction de la route vers le sommet du Cerro Chajnantor a commencé en novembre 2005 et la route fut ouverte en avril 2006. Le télescope pilote miniTAO fut construit en 2009. MiniTAO permit au projet de déterminer le rayon de vue du télescope TAO. La construction de ce dernier a commencé en 2013.
Le télescope sera doté de deux instruments principaux : l'imageur et spectrographe infrarouge moyen MIMIZUKU et le spectrographe proche infrarouge SWIMS. Les deux instruments ont été testés sur le télescope Subaru et ont acquis leur première lumière à l'été 2018. Après les tests, les instruments devraient être installés sur le télescope TAO en 2023. MIMIZUKU a une résolution spatiale similaire à celle de l'instrument infrarouge moyen (MIRI) du télescope spatial James-Webb et une plage de fréquences plus large, bien qu'il soit moins sensible.
Des cérémonies d'inauguration des travaux sur le site ont eu lieu fin 2017. En janvier 2018, la construction de la monture du télescope TAO a été achevée et la monture du télescope assemblée au Japon. Cela a été fait à des fins de test ; le télescope a été démonté et expédié au Chili sur plusieurs navires en 2020. Le bâtiment d'observation et d'opérations a été assemblé de la même manière à Kazo en mai 2020 à des fins de tests, puis démonté et expédié sur huit navires distincts au cours de 2021.
Les premières observations sont actuellement prévues pour fin 2023.